# SCORBOT-ER 4u

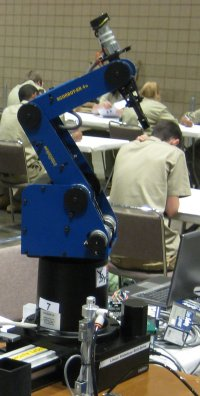
SCORBOT-ER 4u — учебный робот.

SCORBOT-ER 4u — учебный робот производства компании intelitek. Открытая структура робота позволяет учащимся наблюдать и изучать всю внутреннюю механику.
SCORBOT-ER 4u — вертикально-артикулированный робот с пятью степенями свободы и захватывающим устройством.

## Спецификация робота
5 вращающихся осей + захватывающее устройство;
Максимальная нагрузка — 2.1 кг;
Вращение по осям:
- Ось 1 (основа): 310°
- Ось 2 (плечо): +130° / −35°
- Ось 3 (локоть): ±130°
- Ось 4 (запястье): ±130°
- Ось 5: (запястье): ±570°

Рабочая область: 610 мм с захватывающим устройством;
Скорость: 700 мм/сек;
Стабильность позиционирования: ± 0.18мм;
Вес: 10.8 кг.

## Спецификация контроллера USB
Входы/Выходы: 8 цифровых входов, 4 аналоговых входа, 8 цифровых выходов, 2 аналоговых выхода
Микроконтроллер: NEC V853 RISC 32-bit
Управление осями: Real-time; PID, PWM
Определение позиции: Абсолютное, Относительное, Картезианское, Сочленения, Энкодеры
Управление траекторией: Сочленения, Линейное, Циркулярное
Параметры управления: 160 параметров, доступных пользователю
Вес: 7 кг

SCORBOT-ER 4u программируется и управляется при помощи программного обеспечения SCORBASE и посредством пульта.